# 斯托普雷里鎮區 (明尼蘇達州托德縣)
斯托普雷里鎮區（英語：Stowe Prairie Township）是位於美國明尼蘇達州托德縣的一個行政鎮區。

## 地方資料
斯托普雷里鎮區的面積為87.81平方千米，當中陸地面積為87.68平方千米，而水域面積為0.13平方千米。根據2020年美國人口普查的數據，當地共有人口488人，而人口密度為每平方千米5.56人。